# Universal Document Converter
Universal Document Converter ist ein virtueller Drucker und PDF-Erzeuger für Microsoft Windows, entwickelt von fCoder Group. Es kann PDF-Dokumente (als Rastergrafik oder durchsuchbare Textdatei) und Dateien in grafischen Formaten erstellen, wie JPEG, TIFF, PNG, GIF, PCX, DCX und BMP. Es kann grafische oder PDF-Dateien aus jedem Dokument erstellen, das gedruckt werden kann. Es gibt Voll- und Demoversionen.

## Systemanforderungen
- Microsoft Windows 2000/XP/Vista/7/8/8.1/10 oder Microsoft Windows Server 2003/2008/2012
- Unterstützt 32-Bit und 64-Bit Systeme
- Universal Document Converter benötigt kein Ghostscript, um PDF-Dateien zu generieren

## Eigenschaften
Universal Document Converter kann große Dateien erstellen (Drucken mit einer Auflösung von bis zu 6000 DPI und PDF Dateien bis zu einer Größe von 10 GB seit 2009) und kann in professionellen Projekten verwendet werden.
- 2006 wurde Universal Document Converter 4.1 für das DELOS Digital Preservation Testbed Projekt getestet (Vienna University of Technology Studie zur Langzeitarchivierung von elektronischen Dissertationen und Diplomarbeiten) zusammen mit Adobe Acrobat 7 Professional[2]
- В 2009 Harvard Planning & Project Management of Harvard University erwähnte Universal Document Converter als ein empfohlenes Programm zur Konvertierung von DWG zu TIFF.[3] Universal Document Converter kann auch verwendet werden, um E-Books zu erstellen.[4][5]

## SDK
Eine öffentliche API wird mit dem Universal Document Converter ausgegeben. Sie erlaubt es, die Software-Funktionen in die Anwendungen von Drittanbietern zu integrieren.